# Huber Heights, Ohio
Huber Heights, Ohio (енгл. Huber Heights) град је у америчкој савезној држави Охајо.

## Демографија
По попису из 2010. године број становника је 38.101, што је 111 (-0,3%) становника мање него 2000. године.
| Група             | 2000.          | 2010.          |
| Белци             | 32.075 (83,9%) | 29.681 (77,9%) |
| Афроамериканци    | 3.737 (9,8%)   | 4.947 (13,0%)  |
| Азијати           | 832 (2,2%)     | 967 (2,5%)     |
| Хиспаноамериканци | 635 (1,7%)     | 1.178 (3,1%)   |
| Укупно            | 38.212         | 38.101         |